# Jan II Paleolog
Jan II Paleolog (ur. 5 lutego 1321, zm. 19 marca 1372 w Volpiano) – markiz Montferratu w latach 1338-1372. 

## Życiorys
Był synem Teodora I Paleologa. Prowadził politykę wrogą względem Andegawenom z Neapolu. Jego żoną od 1358 była Izabela z Majorki (1337, zm. po 1430), córka Jakuba III, ostatniego króla Majorki. Miał z nią czterech synów: Ottona III Paleologa, Jana III Paleologa, Teodora II Paleologa, Wilhelma (zm. 1400) i córkę Małgorzatę (1365-1420).    